# Marc Muniesa
Marc Muniesa Martínez (ur. 27 marca 1992 w Lloret de Mar) – hiszpański piłkarz występujący na pozycji obrońcy w hiszpańskiej Gironie. Wychowanek FC Barcelony, młodzieżowy reprezentant Hiszpanii.

## Sukcesy

### FC Barcelona
- Mistrzostwo Hiszpanii (1): 2008/09
- Puchar Króla (1): 2008/09
- Superpuchar Hiszpanii (2): 2009, 2010
- Liga Mistrzów (1): 2008/09
- Superpuchar Europy UEFA (1): 2009

### Hiszpania
- Mistrzostwa Europy U-21 (1): 2013